# Vallenar
Vallenar is een gemeente in de Chileense provincie Huasco in de regio Atacama. Vallenar telde 51.917 inwoners in 2017 en heeft een oppervlakte van 7.084 km².